# سیارک ۱۰۱۵۲
سیارک ۱۰۱۵۲ (به انگلیسی: 10152 Ukichiro، نامگذاری:1994RJ11) ده هزار و صد و پنجاه و دومین سیارک کشف شده‌است که در ۱۱ سپتامبر ۱۹۹۴ کشف شد.
قدر مطلق سیارک برابر ۲۸٫۲ است.